# Lettland i olympiska sommarspelen 2008
Lettland i olympiska sommarspelen 2008 representerades av Lettiska Olympiska Kommittén. 50 lettiska idrottare deltog. Lettland tog 3 medaljer, en av varje valör.

## Basket
- Huvudartikel: Basket vid olympiska sommarspelen 2008
- Damer

| Lag         | V | F | PF  | PA  | PDiff | Poäng |
| ----------- | - | - | --- | --- | ----- | ----- |
| Australien  | 5 | 0 | 349 | 264 | +85   | 10    |
| Ryssland    | 4 | 1 | 278 | 258 | +20   | 9     |
| Vitryssland | 2 | 3 | 320 | 332 | -12   | 7     |
| Sydkorea    | 2 | 3 | 352 | 360 | -8    | 7     |
| Lettland    | 1 | 4 | 266 | 315 | -49   | 6     |
| Brasilien   | 1 | 4 | 337 | 354 | -17   | 6     |

| 2008-08-09 |         |             |
| Lettland   | 57 – 62 | Ryssland    |
| 2008-08-11 |         |             |
| Lettland   | 57 – 79 | Vitryssland |
| 2008-08-13 |         |             |
| Brasilien  | 78 – 79 | Lettland    |
| 2008-08-15 |         |             |
| Lettland   | 73 – 96 | Australien  |
| 2008-08-17 |         |             |
| Sydkorea   | 72 – 68 | Lettland    |

## Cykling
- Huvudartikel: Cykling vid olympiska sommarspelen 2008

### BMX
Herrar
| Cyklist          | Gren | Seedning | Seedning  | Kvartsfinal | Kvartsfinal | Semifinal        | Semifinal        | Final            | Final            |
| Cyklist          | Gren | Tid      | Placering | Poäng       | Placering   | Poäng            | Placering        | Tid              | Placering        |
| ---------------- | ---- | -------- | --------- | ----------- | ----------- | ---------------- | ---------------- | ---------------- | ---------------- |
| Ivo Lakučs       | BMX  | 36.509   | 16        | 21          | 8           | Gick inte vidare | Gick inte vidare | Gick inte vidare | Gick inte vidare |
| Artūrs Matisons  | BMX  | 36.072   | 4         | 6           | 2           | 22               | 7                | Gick inte vidare | Gick inte vidare |
| Māris Štrombergs | BMX  | 35.910   | 2         | 7           | 1           | 3                | 1                | 36.190           | 1                |

### Landsväg
Herrar
| Cyklist             | Gren      | Tid                 | Placering |
| ------------------- | --------- | ------------------- | --------- |
| Raivis Belohvoščiks | Linjelopp | DNF                 | DNF       |
| Raivis Belohvoščiks | Tempolopp | 1h 8' 54 (+6:43.53) | 36:e      |
| Gatis Smukulis      | Linjelopp | 6h 36' 48 (+12:59)  | 68:e      |

## Friidrott
- Huvudartikel: Friidrott vid olympiska sommarspelen 2008

Förkortningar
- Noteringar – Placeringarna avser endast löparens eget heat
- Q = Kvalificerad till nästa omgång
- q = Kvalificerade sig till nästa omgång som den snabbaste idrottaren eller, i fältgrenarna, via placering utan att uppnå kvalgränsen.
- NR = Nationellt rekord
- N/A = Omgången ingick inte i grenen
- Bye = Idrottaren behövde inte delta i denna omgång

Herrar
Bana och landsväg
| Idrottare            | Gren           | Heat     | Heat      | Kvartsfinal      | Kvartsfinal      | Semifinal        | Semifinal        | Final            | Final            |
| Idrottare            | Gren           | Resultat | Placering | Resultat         | Placering        | Resultat         | Placering        | Resultat         | Placering        |
| -------------------- | -------------- | -------- | --------- | ---------------- | ---------------- | ---------------- | ---------------- | ---------------- | ---------------- |
| Ronalds Arājs        | 200 m          | 21.22    | 5         | Gick inte vidare | Gick inte vidare | Gick inte vidare | Gick inte vidare | Gick inte vidare | Gick inte vidare |
| Ingus Janevics       | 20 km gång     | i.u.     | i.u.      | i.u.             | i.u.             | i.u.             | i.u.             | DNS              | DNS              |
| Ingus Janevics       | 50 km gång     | i.u.     | i.u.      | i.u.             | i.u.             | i.u.             | i.u.             | 4:12:45          | 42               |
| Igors Kazakēvičs     | 50 km gång     | i.u.     | i.u.      | i.u.             | i.u.             | i.u.             | i.u.             | 3:52:38          | 16               |
| Dmitrijs Miļkevičs   | 800 m          | 1:47.12  | 4         | i.u.             | i.u.             | Gick inte vidare | Gick inte vidare | Gick inte vidare | Gick inte vidare |
| Staņislavs Olijars   | 110 m häck     | DNS      | DNS       | Gick inte vidare | Gick inte vidare | Gick inte vidare | Gick inte vidare | Gick inte vidare | Gick inte vidare |
| Valērijs Žolnerovičs | 3 000 m hinder | 8:37.65  | 10        | i.u.             | i.u.             | i.u.             | i.u.             | Gick inte vidare | Gick inte vidare |

Fältgrenar
| Idrottare          | Gren          | Kval    | Kval      | Final            | Final            |
| Idrottare          | Gren          | Distans | Placering | Distans          | Placering        |
| ------------------ | ------------- | ------- | --------- | ---------------- | ---------------- |
| Ainārs Kovals      | Spjutkastning | 80.15   | 7 q       | 86.64            | 2                |
| Ēriks Rags         | Spjutkastning | 79.33   | 13        | Gick inte vidare | Gick inte vidare |
| Igors Sokolovs     | Släggkastning | 73.72   | 19        | Gick inte vidare | Gick inte vidare |
| Māris Urtāns       | Kulstötning   | 19.57   | 25        | Gick inte vidare | Gick inte vidare |
| Vadims Vasiļevskis | Spjutkastning | 83.51   | 1 Q       | 81.32            | 9                |

Kombinerade grenar – Tiokamp
| Idrottare       | Gren     | 100 m | LJ   | SP    | HJ   | 400 m | 110H  | DT    | PV  | JT | 1500 m | Final | Placering |
| --------------- | -------- | ----- | ---- | ----- | ---- | ----- | ----- | ----- | --- | -- | ------ | ----- | --------- |
| Jānis Karlivāns | Resultat | 11.36 | 7.26 | 14.85 | 1.84 | 51.61 | 15.28 | 44.54 | DNS | —  | —      | DNF   | DNF       |
| Jānis Karlivāns | Poäng    | 782   | 876  | 780   | 661  | 742   | 816   | 757   | 0   | —  | —      | DNF   | DNF       |

Damer
Bana & landsväg
| Idrottare      | Gren           | Heat     | Heat      | Semifinal        | Semifinal        | Final            | Final            |
| Idrottare      | Gren           | Resultat | Placering | Resultat         | Placering        | Resultat         | Placering        |
| -------------- | -------------- | -------- | --------- | ---------------- | ---------------- | ---------------- | ---------------- |
| Jolanta Dukure | 20 km gång     | i.u.     | i.u.      | i.u.             | i.u.             | 1:41:03          | 41               |
| Inna Poluškina | 3 000 m hinder | 10:18.60 | 14        | i.u.             | i.u.             | Gick inte vidare | Gick inte vidare |
| Ieva Zunda     | 400 m häck     | 57.43    | 5         | Gick inte vidare | Gick inte vidare | Gick inte vidare | Gick inte vidare |

Fältgrenar
| Idrottare     | Gren          | Kval  | Kval      | Final | Final     |
| Idrottare     | Gren          | Längd | Placering | Längd | Placering |
| ------------- | ------------- | ----- | --------- | ----- | --------- |
| Sinta Ozoliņa | Spjutkastning | 60.13 | 12 q      | 53.38 | 11        |

Kombinerade grenar – Sjukamp
| Mångkampare   | Gren     | 100H  | HJ   | SP    | 200 m | LJ   | JT    | 800 m   | Final   | Placering |
| ------------- | -------- | ----- | ---- | ----- | ----- | ---- | ----- | ------- | ------- | --------- |
| Aiga Grabuste | Resultat | 13.78 | 1.77 | 12.70 | 24.71 | 6.36 | 39.02 | 2:16.87 | 6050 PB | 19*       |
| Aiga Grabuste | Poäng    | 1010  | 941  | 707   | 914   | 962  | 649   | 867     | 6050 PB | 19*       |

## Judo
Herrar
| Idrottare           | Gren                | Inledande omgång              | Sextondelsfinal      | Åttondelsfinal       | Kvartsfinal          | Semifinal            | Återkval 1           | Återkval 2           | Återkval 3           | Final / BM           | Final / BM |
| Idrottare           | Gren                | Motståndare Resultat          | Motståndare Resultat | Motståndare Resultat | Motståndare Resultat | Motståndare Resultat | Motståndare Resultat | Motståndare Resultat | Motståndare Resultat | Motståndare Resultat | Placering  |
| ------------------- | ------------------- | ----------------------------- | -------------------- | -------------------- | -------------------- | -------------------- | -------------------- | -------------------- | -------------------- | -------------------- | ---------- |
| Vsevolods Zeļonijs  | Lättvikt (-73 kg)   | Wiłkomirski (POL) L 0010–0020 | Gick inte vidare     | Gick inte vidare     | Gick inte vidare     | Gick inte vidare     | Gick inte vidare     | Gick inte vidare     | Gick inte vidare     | Gick inte vidare     |            |
| Jevgeņijs Borodavko | Mellanvikt (-90 kg) | Meloni (ITA) L 0010–0100      | Gick inte vidare     | Gick inte vidare     | Gick inte vidare     | Gick inte vidare     | Gick inte vidare     | Gick inte vidare     | Gick inte vidare     | Gick inte vidare     |            |

## Kanotsport
Sprint
| Kanotist                       | Gren                 | Heat     | Heat      | Semifinal | Semifinal | Final            | Final            |
| Kanotist                       | Gren                 | Tid      | Placering | Tid       | Placering | Tid              | Placering        |
| ------------------------------ | -------------------- | -------- | --------- | --------- | --------- | ---------------- | ---------------- |
| Miķelis Ežmalis                | Herrarnas C-1 500 m  | 1:54.890 | 6 QS      | 1:56.907  | 6         | Gick inte vidare | Gick inte vidare |
| Miķelis Ežmalis                | Herrarnas C-1 1000 m | 4:13.777 | 4 QS      | 4:16.820  | 9         | Gick inte vidare | Gick inte vidare |
| Krists Straume Kristaps Zaļupe | Herrarnas K-2 500 m  | 1:31.020 | 4 QS      | 1:32.649  | 4         | Gick inte vidare | Gick inte vidare |
| Krists Straume Kristaps Zaļupe | Herrarnas K-2 1000 m | 3:23.198 | 5 QS      | 3:23.408  | 1 Q       | 3:19.387         | 7                |

## Modern femkamp
| Idrottare         | Gren   | Skytte (10 meter luftpistol) | Skytte (10 meter luftpistol) | Skytte (10 meter luftpistol) | Fäktning (värja) | Fäktning (värja) | Fäktning (värja) | Simning (200 m frisim) | Simning (200 m frisim) | Simning (200 m frisim) | Ridsport (hästhoppning) | Ridsport (hästhoppning) | Ridsport (hästhoppning) | Löpning (3000 m) | Löpning (3000 m) | Löpning (3000 m) | Totalpoäng | Slutresultat |
| Idrottare         | Gren   | Poäng                        | Placering                    | MF-poäng                     | Resultat         | Placering        | MF-poäng         | Tid                    | Placering              | MF-poäng               | Straff                  | Placering               | MF-poäng                | Tid              | Placering        | MF-poäng         | Totalpoäng | Slutresultat |
| ----------------- | ------ | ---------------------------- | ---------------------------- | ---------------------------- | ---------------- | ---------------- | ---------------- | ---------------------- | ---------------------- | ---------------------- | ----------------------- | ----------------------- | ----------------------- | ---------------- | ---------------- | ---------------- | ---------- | ------------ |
| Deniss Čerkovskis | Herrar | 184                          | 12                           | 1144                         | 15–20            | 24               | 760              | 2:10,46                | 29                     | 1236                   | 112                     | 9                       | 1088                    | 9:29,96          | 13               | 1124             | 5352       | 11           |
| Jeļena Rubļevska  | Damer  | 181                          | 35                           | 908                          | 27–8             | 2                | 1048             | 2:22,94                | 25                     | 1208                   | 220                     | 31                      | 980                     | 10:49,35         | 18               | 1124             | 5268       | 23           |

## Simning
- Huvudartikel: Simning vid olympiska sommarspelen 2008

## Skytte
- Huvudartikel: Skytte vid olympiska sommarspelen 2008

## Tennis
| Spelare        | Gren       | Omgång 1                   | Omgång 2          | Åttondelsfinaler  | Kvartsfinaler     | Semifinaler       | Final / BM        | Final / BM       |
| Spelare        | Gren       | Motståndare Poäng          | Motståndare Poäng | Motståndare Poäng | Motståndare Poäng | Motståndare Poäng | Motståndare Poäng | Placering        |
| -------------- | ---------- | -------------------------- | ----------------- | ----------------- | ----------------- | ----------------- | ----------------- | ---------------- |
| Ernests Gulbis | Herrsingel | Davydenko (RUS) L 4–6, 2–6 | Gick inte vidare  | Gick inte vidare  | Gick inte vidare  | Gick inte vidare  | Gick inte vidare  | Gick inte vidare |

## Tyngdlyftning
- Huvudartikel: Tyngdlyftning vid olympiska sommarspelen 2008

## Volleyboll
- Huvudartikel: Volleyboll vid olympiska sommarspelen 2008